# Slot Honingen

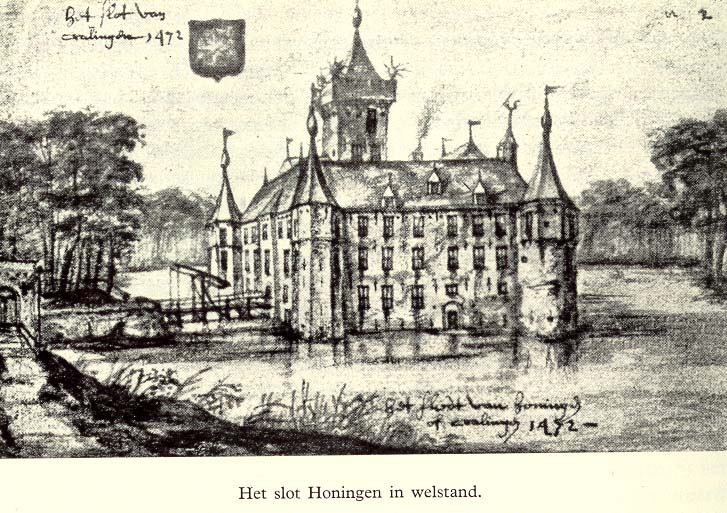
Slot Honingen in 1472

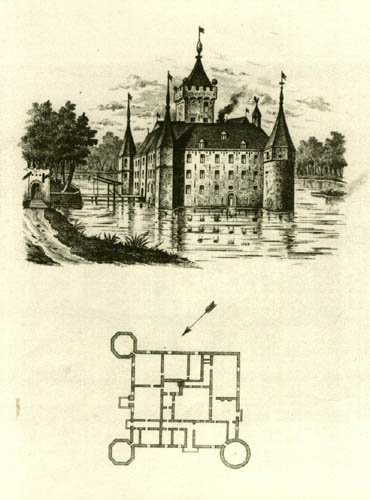
Slot Honingen in de 15de eeuw

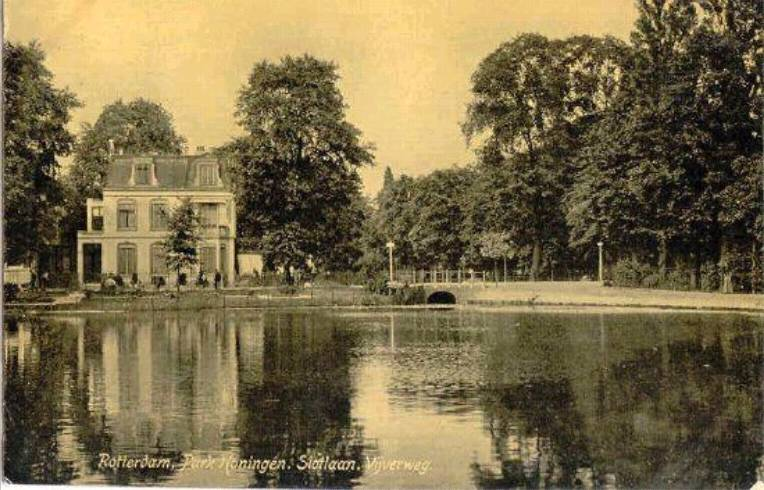
Park Honingen in 1907

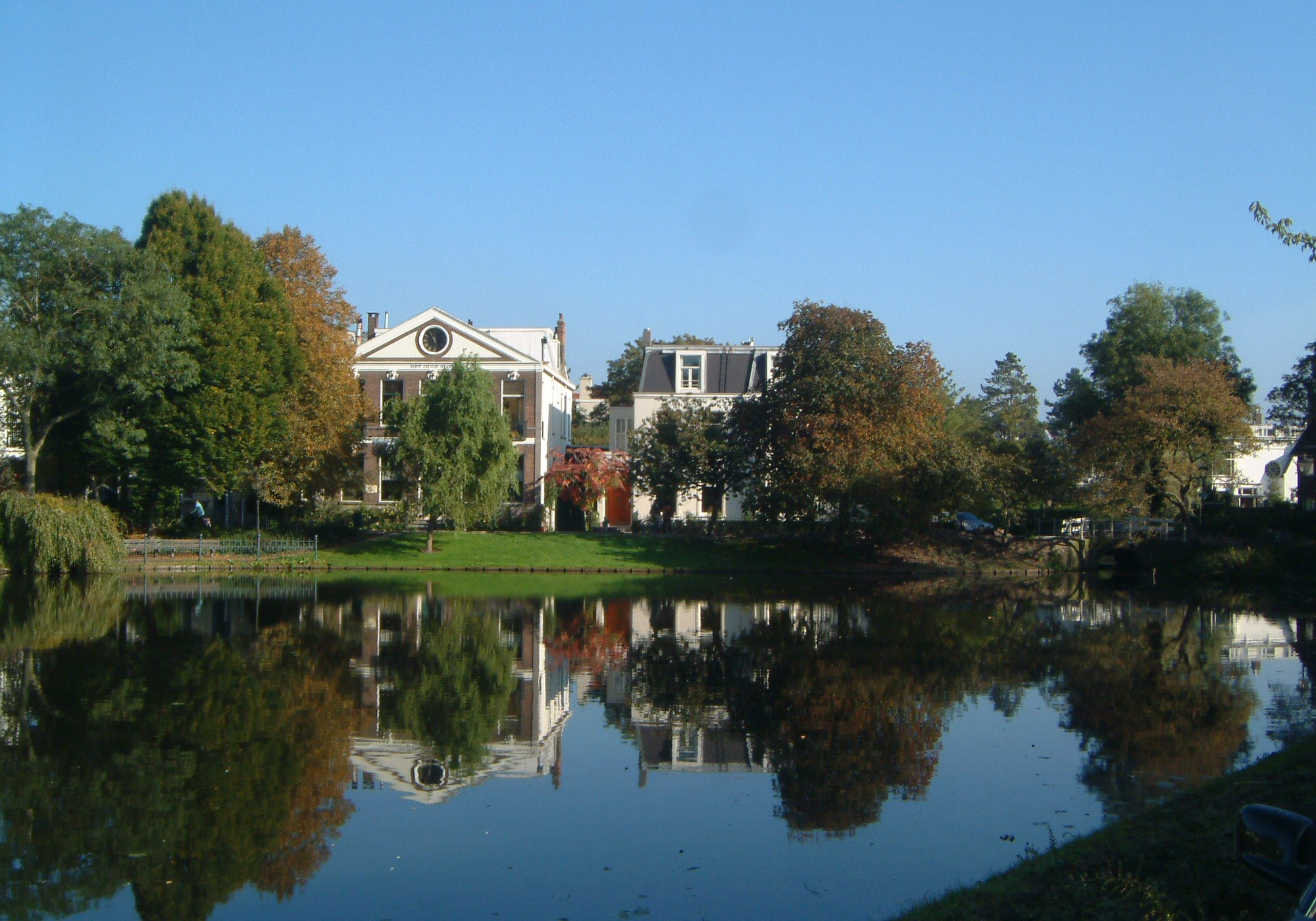
Park Honingen in 2007

Slot Honingen is een voormalig slot in Kralingen op de plaats van wat tegenwoordig het Park Honingen genoemd wordt.
De naam Honingen komt in 1297 voor het eerst voor, maar het is niet zeker of er toen al een kasteel stond. In 1318 bestond het al wel; toen droeg Ogier van Kralingen het  huis ten Honingen op aan het Kapittel van Brielle en ontving het in leen terug.
In 1426 werd het slot op last van de stad Rotterdam gesloopt, opdat de Hoekse troepen zich er niet konden verschansen. Volgens de kroniekschrijver Simon van der Sluys werd het slot vervolgens in 1462 weer in alle glorie opgebouwd. Het werd omringd door een grote vijver, die door een watering en een sluis met de Maas was verbonden, en een bos. Men sprak in die tijd van de Honinger Sluys en het Honinger Bosch. De naam is afgeleid van hoge(n) ingen, "hoge grond".
In het jaar 1573 wordt nog vermeld dat de watergeus Lumey hier enige tijd gevangen heeft gezeten.
Dat de Spanjaarden er een puinhoop van gemaakt hadden, blijkt uit het verslag van Lois: sedert de jaere 1574 door alle den inlantsche troubelen seer geruwineert ende bedorven ende verbrant, ende daernaer geheel tot een ruwiene blyven leggen.
Enkele jaren voor jonker Jan (Johan V van Assendelft, 1544-1618) in 1578 het bezit van Honingen aanvaardde, werd het slot een der vele slachtoffers van de Tachtigjarige Oorlog, resterende alleenlyck de mueren.
Op de kaart van Rotterdam die Balthasar Floriszoon van Berckenrode in 1611 maakte, staat de ruïne nog midden in het water. Het bos loopt met de Hoflaan als noordgrens tot aan de Oudedijk.
Op 12 oktober 1668 kocht de stad Rotterdam van de heer Van Assendelft onder andere de heerlijkheid van Cralingen met de ruïne van het kasteel Honingen. In juni 1672 heeft de stad Rotterdam alles tot den gront toe laeten afbreecken ende alles laeten slechten.
Rond 1760 werd de bruine beuk Fagus Sylvatica 'Purpurea' geïmporteerd in Nederland. Een exemplaar dat omstreeks die tijd in het bos werd geplant, staat nu in een achtertuin van een huis aan de Hoflaan en is vermoedelijk de oudste boom van Rotterdam.

## Heren van Kralingen
- Hugo van Cralingen, wordt in 1233 beleend met het grondgebied 'Cralinghen'.
- Ogier of Oetsier van Cralingen, zoon en opvolger, wordt genoemd in 1318.
- Ogier of Oetsier (II) van Cralingen (1296-1323), opvolger en was vermoedelijk gehuwd met Hillegonda Visser, wordt genoemd in 1320.
- Gilles van Cralingen (1313-1342), opvolger en was vermoedelijk gehuwd met Badeloch van Hodenpyl.
  - Ogier of Oetsier (III) van Cralingen (1332-1395), zoon en opvolger van Gilles, huwde vermoedelijk Slaerne van Haernen.
    - Gilisje van Cralingen (1355-1410), dochter van Ogier (III); ze huwde met Dirk van der Leck, zoon van Jan II van Polanen, waardoor de goederen Cralingen en Honingen  overgingen op het geslacht Van der Leck en vanaf 1485 aan het geslacht Van Assendelt toeviel.

  - Willem van Cralingen (1340-1393), zoon van Gilles (1313-42), huwde met Christina van Zuidwijk. Was heer van Zuidwijck, Rodenrijs en baljuw van Delftland.
    - Gillis van Cralingen (1384-1440), zoon van Willem van Cralingen en opvolger als heer van Zuidwijck en Roderijs, was vermoedelijk gehuwd met Meine van Zwieten.
    - Daniel van Cralingen (1385-1440, zoon van Willem van Cralingen, was baljuw van Delftland, Schieland, Rotterdam en vermoedelijk hoofdman tijdens het beleg van Rotterdam (1418). Hij huwde Meyne van Heemskerck.
    - Margaretha van Cralingen, dochter van Willem van Cralingen, ze huwde Gijsbrecht van Vianen.[2]

## Park Honingen
In 1874 kocht de gemeente Kralingen alle grond op. Onder de naam Park Honingen werd het gebied ingericht als openbare wandelplaats en gedeeltelijk villapark. De Hoflaan, Slotlaan, Vijverweg, Vijverlaan en Essenweg maken deel uit van dit buurtje. De vijver, die mogelijk veel ouder is dan het slot zelf, wordt nu omringd door statige laat-19e-eeuwse herenhuizen. In een van de kroonlijsten staat Het Oude Slot. De neogotische Sint-Lambertuskerk uit 1878 aan de overkant van de Hoflaan heeft een grote achtertuin waar zich nog de voormalige westelijke uitloop van het oppervlaktewater bevindt. Het slot lag tussen de Hoflaan, de Slotlaan en de Essenweg.
In het zuiden wordt de buurt begrensd door de Honingerdijk. Voorheen heette de Honingerdijk Hoge Zeedijk, een deel van Schielands Hoge Zeedijk.

## Wagnerhof
In 1904 kocht de ondernemer in koek- en suikerwaren Johannes Eckhardt Dulfer de Villa Nuova aan de Vijverlaan, die beschikte over een uitgestrekte tuin. Hij doopte het huis om in Villa Wagner naar zijn held de Duitse componist Richard Wagner en liet op het terrein rond een uitloper van de vijver tien dubbele herenhuizen bouwen naar het ontwerp van de architect Jan van Teeffelen die hij vernoemde naar Wagner-opera's en figuren daaruit: Tannhäuser, Lohengrin, Wotan, Walküre, Rheingold, Siegfried, Parsifal, Tristan, Isolde en Rienzi. De namen staan in gouden art-nouveau-letters onder de dakrand op de witgepleisterde gevels.
Abbenbroek · Abspoel · Adegeest · Slot Alkemade ·  Altena · Arkelsburg · Bellesteyn · Huis ten Berghe · Binckhorst · Binnenhof · Blijdestein · Te Blotinghe · Boekenburg · Boekhorst · Boshuysen · Bulgersteyn · Burcht (Leiden) · Burcht (Voorne) · Slot Capelle · Coebel · Cranenburg · Crayestein · Cronesteyn · Crooswijk · Develstein · 't Huys Dever · Dirks Steenhuis · Ter Does · Duivenstein · Duivenvoorde · Endegeest · Endepoel · Foreest · Giessenburg · Gravensteen · Groot Haesebroek · 's Heeraartsberg · Hof van Wateringen · Holy · Slot Honingen · Kasteel van de Heren van Arkel · Kasteel van Gouda · Keenenburg · Kasteel Keukenhof · Klein Poelgeest · Huis te Langerak · Langestein · Huis te Liesveld · Ter Lips · De Loo · Madeburcht · Marenburch · Meerburg · Huis te Merwede · Huis ter Mey · Kasteel van der Meye · Niemandsvriend · Noordeloos · Oud-Berendrecht · Oud-Poelgeest · Oud Teylingen · Paddenpoel · Persijn · Groot Poelgeest · Hof van Putten · Puttensteyn · Landgoed De Raephorst · Kasteel Ravesteyn · Kasteel van Rhoon · Rijnegom · Rijnenburg · Huis te Riviere · Rodenburg · Hofstad Rodenrijs · Rodenrijs · Rosenburgh · Huis Roucoop · Santhorst · Schelluinderberg · Schonenburg · Kasteel van Schoonhoven · Souburgh · Spangen · Starrenburg · Huis ter Specke · Steenvoorde · Stenevelt · Slot Teylingen · Den Toll · Torenvliet · Slot Valckesteyn · Huis ter Waard · Warmont · Ter Weer · Hof van Wena · Kasteel Westerbeek · Huis te Woude · Kasteel van IJsselmonde · 't Zand · Huis Zevender · Kasteel aan de Zevender · Zijlhof · Zonneveld · Huis Zuidwijk · Zwieten